# RAF Menwith Hill
Royal Air Force Menwith Hill est une station de la Royal Air Force située près de Harrogate, dans le North Yorkshire, en Angleterre, qui fournit des services de soutien aux communications et au renseignement au Royaume-Uni et aux États-Unis. Le site contient une importante station terrestre de communication par satellite, un site d’interception de communications et d’alerte de missiles. Il a été décrit comme la plus grande station de surveillance électronique au monde.
La RAF Menwith Hill appartient au ministère de la Défense, mais elle est mise à la disposition du département américain de la Défense en vertu de la Convention de 1951 sur le statut des forces de l’OTAN et d’autres accords non divulgués entre les gouvernements américain et britannique. Le site est entièrement géré par les autorités américaines, avec le soutien d'environ 400 personnes du Government Communications Headquarters (GCHQ), en plus du personnel de l'US Air Force (USAF) et de la NSA. En 2014, le nombre d'employés américains a été réduit dans le cadre d'une rationalisation des opérations grâce aux améliorations technologiques.
Le site agit comme une station au sol pour un certain nombre de satellites exploités par le US National Reconnaissance Office, au nom de la NSA, avec des antennes contenues dans un grand nombre de radômes blancs hautement distinctifs, appelés localement "les balles de golf", et qui seraient un élément du système ECHELON.

## Historique

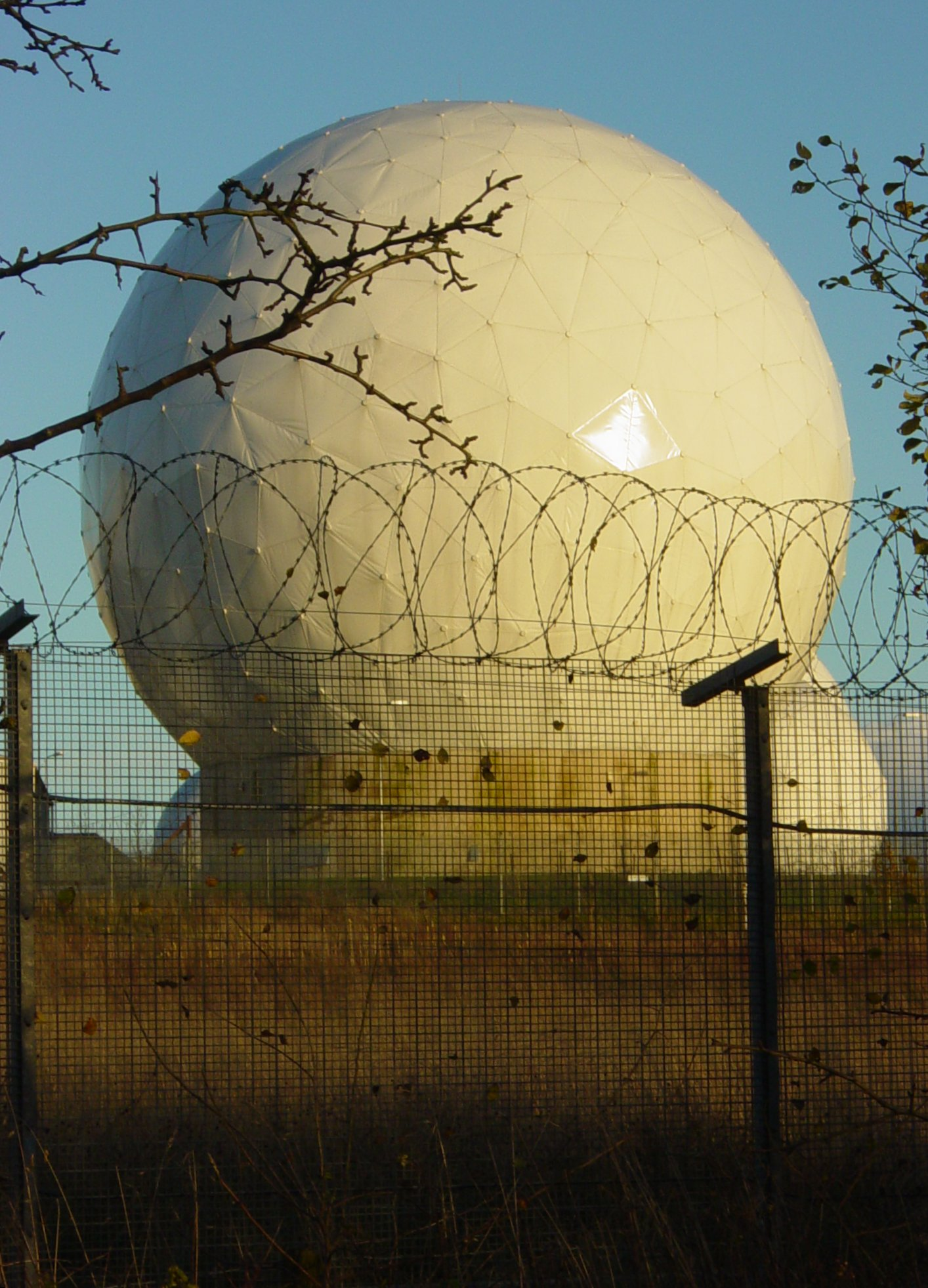
Un radôme de la RAF Menwith Hill

Menwith Hill Station a été ouverte sur 220 hectares sur des terres acquises par le British War Office en 1954 et louées aux États-Unis. L’Agence de sécurité de l’armée des États-Unis a mis en place une capacité de surveillance radio à haute fréquence, surveillant les communications émanant de l’Union soviétique et opérant depuis 1958.
En 1966, la National Security Agency (NSA) a assumé la responsabilité de l'exploitation du site aux États-Unis, en développant les capacités de surveillance des communications internationales des lignes louées transitant par la Grande-Bretagne. Le site était alors l'un des premiers à recevoir des ordinateurs IBM sophistiqués, avec lesquels la NSA automatisait l'examen minutieux des listes de surveillance interceptées mais non déchiffrées.
En 1997, lors d’un procès, British Telecom a révélé que son prédécesseur, la Poste, avait installé deux câbles entre Menwith Hill et un câble coaxial relié à la station de radio à ondes courtes de Hunters Stones, qui faisait partie du réseau de téléphone à longue distance. Cette connexion a été remplacée en 1992 par un nouveau câble à fibre optique de grande capacité. Plus tard, deux câbles supplémentaires ont été ajoutés sur lesquels le téléphone et les autres moyens de communication pouvaient être acheminés jusqu'à la base. Ces câbles étaient capables de transmettre plus de 100 000 appels téléphoniques simultanément.
Selon un article paru en 2003 dans un bulletin interne de la NSA, "Menwith est un grand site (plusieurs centaines de civils de la NSA)". En mars 2012, le chercheur Steve Schofield de BASIC a produit un rapport de 65 pages intitulé "Lifting the Lid on Menwith Hill", financé par le Joseph Rowntree Charitable Trust et commandé et publié par la Yorkshire Campaign for Nuclear Disarmament (CND). La mission principale de Menwith Hill est de fournir un "support de renseignement pour les intérêts britanniques, américains et alliés". Le projet Phoenix, qui s'étend sur plusieurs millions de livres, est «l’un des programmes de haute technologie les plus importants et les plus sophistiqués réalisés au Royaume-Uni au cours des 10 dernières années». Sur les 1 800 employés en 2012, 400 étaient britanniques et 1 200 employés américains de la NSA.
Lors du sommet du G-20 à Londres en 2009, les spécialistes de l'interception de la NSA basés à Menwith Hill ont tenté de cibler et de décoder les appels téléphoniques cryptés du président russe Dmitri Medvedev.
En novembre 2017, le gouvernement britannique a indiqué que 1 205 personnes travaillaient à la station, dont des militaires américains (33), des prestataires américains (344), des civils américains (250), l'armée britannique (5 Royal Navy et 2 RAF), des prestataires britanniques (85) et civils britanniques, y compris ceux employés par GCHQ (486).

## Système d'interception ECHELON

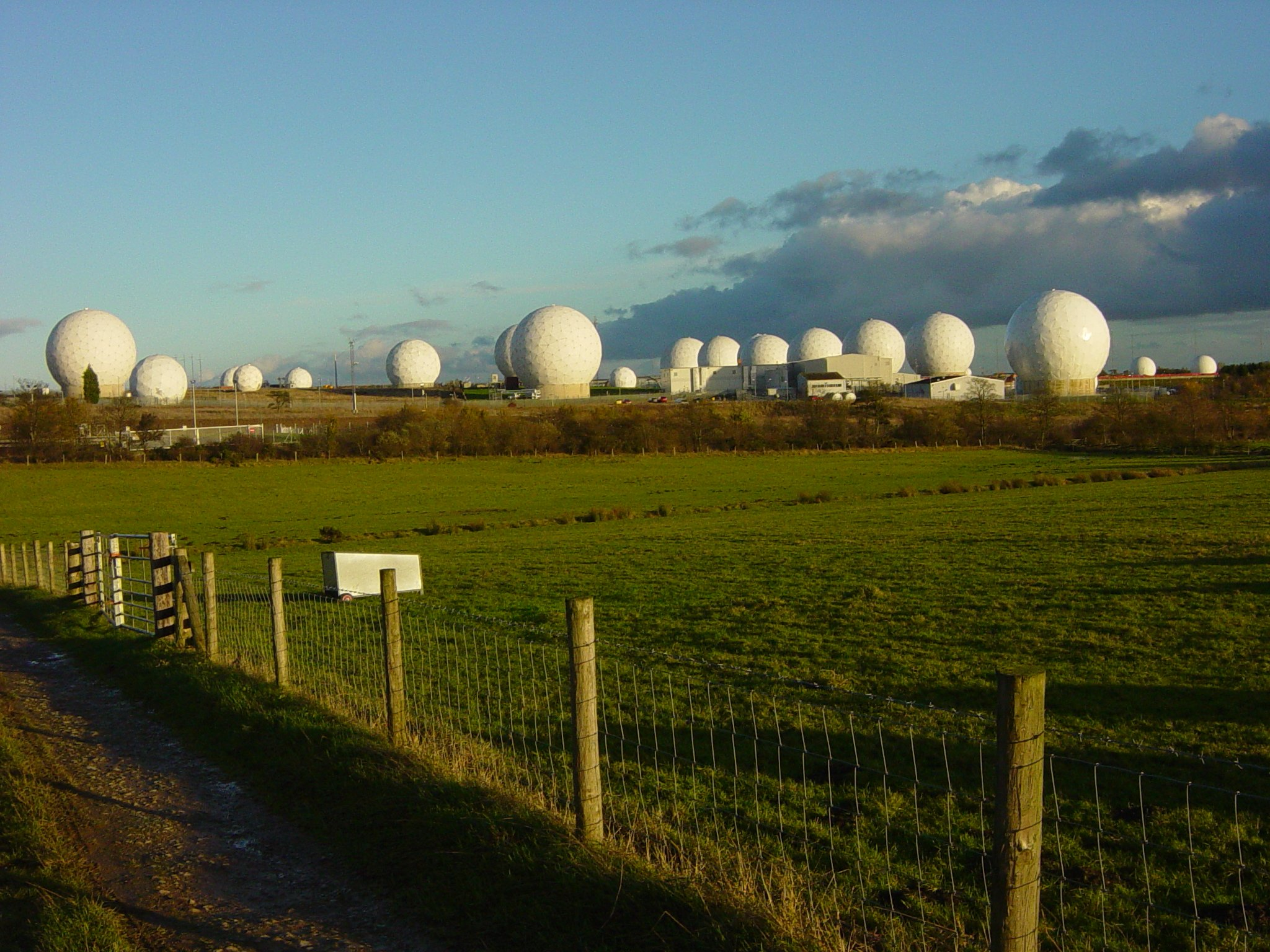
Radômes à Menwith Hill, Yorkshire.

En 1988, le journaliste d'investigation Duncan Campbell a révélé, dans un article intitulé "Quelqu'un écoute" et publié dans New Statesman, l'existence du programme de surveillance ECHELON, une extension de l'accord UKUSA sur les renseignements d'origines électromagnétiques. Il a également détaillé comment les opérations d'écoute fonctionnaient.
Au début des années 1970, le premier de ce qui est devenu plus de huit grands postes de communications par satellite a été installé à Menwith Hill.
En 1996, Nicky Hager, écrivain et journaliste d'investigation, dans son livre intitulé Secret Power: Le rôle de la Nouvelle-Zélande dans le réseau espion international, fournit un compte rendu détaillé d'ECHELON, le système de surveillance électronique mondial utilisé par une alliance de renseignement américaine et britannique, ainsi que le Canada, l'Australie et la Nouvelle-Zélande.
Le 3 novembre 1999, la BBC a annoncé qu’elle avait reçu confirmation du gouvernement australien de l’existence d’un puissant "réseau d’espionnage", baptisé Echelon, capable d’écouter tous les appels téléphoniques, fax ou e-mails, partout sur la planète. " avec la Grande-Bretagne et les États-Unis comme principaux protagonistes, ils ont confirmé que Menwith Hill était "directement lié au siège de la NSA à Fort Meade au Maryland".

## Opposition
Entre 1984 et 1995, plusieurs camps de paix ont été établis à proximité de la station. Un certain nombre d'autres manifestations individuelles ont également eu lieu, principalement liées à la prolifération nucléaire et à la défense antimissile stratégique. Des manifestations ont également eu lieu sur d'autres sites militaires américains au Royaume-Uni, tels que Greenham Common.
Les objections à l'Initiative de défense stratégique ont conduit les manifestants à prendre d'assaut la clôture,, et aux revendications des parlementaires travaillistes en 2007 pour un débat complet sur la défense antimissile et Menwith Hill. Les actions se poursuivent en 2006.
Un activiste local particulier, Lindis Percy, a été poursuivi, pendant une longue période, pour avoir enfreint différentes lois,,,,,.
En avril 2012, des militants affiliés au mouvement mondial Occupy ont organisé un camp de quatre jours à Menwith Hill. Les manifestants ont déclaré qu'ils espéraient que le camp "relancerait le débat au niveau local, national et mondial pour savoir si le caractère subversif et antidémocratique des activités de la base était acceptable, voire imputable pour le public britannique. Ce débat n'a toutefois jamais eu lieu".